# Senador Salgado Filho
Senador Salgado Filho is een gemeente in de Braziliaanse deelstaat Rio Grande do Sul. De gemeente telt 2.940 inwoners (schatting 2009).